# グァルネリ弦楽四重奏団
グァルネリ弦楽四重奏団（Guarneri Quartet）は、1964年から2009年まで活動を続けた弦楽四重奏団。

## 沿革
メリーランド大学カレッジパーク校の付属弦楽四重奏団として長年活動し、音楽科で指導も行った。2007年に、弦楽四重奏団としての活動を2009年に終了する意向を発表した。

## 歴代メンバー
- アーノルド・スタインハート（Arnold Steinhardt, 1937年生）、第1ヴァイオリン
- ジョン・ダリー（John Dalley, 1935年生）、第2ヴァイオリン
- マイケル・トゥリー（Michael Tree, 1934年生）、ヴィオラ
- デヴィット・ソイヤー（David Soyer, 1923年生）、チェロ（1964年から2001年まで）
- ピーター・ワイリー（Peter Wiley, 1955年生）、チェロ（2001年から）